# Японская академия наук
Японская академия наук (яп. 日本学士院 Ниппон гакусиин, англ. The Japan Academy) — академическая организация Японии высшего уровня, учреждённая для объединения ведущих учёных Японии с выдающимися научными достижениями. Имеет статус «прикреплённой организации» при Министерстве образования, культуры, спорта, науки и технологий Японии. Главное здание академии расположено по соседству с Японской академией искусств, Токийским университетом искусств и несколькими музеями на территории парка Уэно, в токийском районе Тайто.

## История академии
Академия основана в январе 1879 года под названием «Токийская академия» (яп. 東京学士会院) в ходе реформирования Японии при императоре Мэйдзи, и была организована по примеру западных академий, в первую очередь, Лондонского королевского общества. На тот момент, в академии предусматривалось членство до 40 наиболее выдающихся японских ученых. Первыми президентами академии стали писатель и философ Фукудзава Юкити и вскоре сменивший его на этом посту Ниси Аманэ.
В 1906 году академия переименована в «Императорскую академию наук» (яп. 帝国学士院) с расширением её уставом как её функций, так и личного состава (позволяющего теперь членство до 60 учёных), а к концу того же года она была принята в Международную ассоциацию академий (основанную в 1899 году и просуществовавшую до 1913-го).
В 1911 году академией введены Императорская премия и Премия Императорской академии для награждения достижений учёных Японии; первой из них в том же году был удостоен астроном Хисаси Кимура за труды в области исследований движения полюсов Земли и колебаний широт.
В марте 1912 года академия начинает выпускать свой первый регулярный рецензируемый журнал «Proceedings of the Imperial Academy», публикующий статьи в тематике фундаментальных и естественных наук. В 1977 году журнал был разделен на два — Proceedings of the Imperial Academy Series A для публикации математических статей и Series B для публикаций в остальных естественнонаучных тематиках, — и продолжает выходить а таком формате по настоящее время, 10 раз в год, на английском языке. Полный архив и текущие выпуски обоих журналов находятся в открытом электронном доступе.
С октября 1919 года академия вступает во вновь образованный по инициативе французской Академии надписей и изящной словесности Международный союз академий, объединяющий академические учреждения гуманитарной и обществоведческой тематики, становясь одним из его первых членов наряду с академиями самой Франции, Бельгии, Великобритании, Греции, Дании, Италии, Нидерландов, Польши, России/СССР и США, и оставаясь её членом по настоящее время.
В 1925 году, наряду с некоторыми другими изменениями, происходит очередное расширение Императорской академии (до 100 членов), а с марта 1942 года она начинает выпускать ещё один журнал Transactions of the Imperial Academy (с 1948 года Transactions of the Japan Academy) на японском языке, публикующий статьи в тематике гуманитарных дисциплин, а также материалы заседаний академии и пресс-релизы о награждениях академическими премиями. В настоящее время журнал выходит 3 раза в год, с 2007 года был обеспечен открытый электронный доступ к его статьям архивных и текущих номеров.
После поражения Японии во Второй Мировой войне, с её превращении в 1947 году в конституционную монархию, соответствующие реформы, начиная с переименования, были проведены и в отношении ряда государственных и прикреплённых учреждений. В период с декабря 1947 по 1949 год Императорская академия была переименована в своё нынешнее название «Японская академия наук» (яп. 日本学士院, соответственно были переименованы и её издания и премии), была аффилирована с Советом по науке правительства Японии, а её квота на действительных членов была расширена до 150 человек. Впоследствии академия была выведена из подчинения Совету по науке, оставшись подчиненной непосредственно Министерству культуры и образования в составе Кабинета министров Японии. В настоящее время деятельность академии регулируется «Законом о Японской Академии», принятым 24 марта 1956 года.
В 1975 году Японскую академию наук посещает принц-консорт Великобритании Филипп, герцог Эдинбургский, которого удостаивают статуса почётного члена (honorary fellow) академии. Впоследствии, с 1983 года, в дополнение к действительным членам академия вводит регулярный статус почетного члена (honorary member, фактически иностранного члена) для иностранных граждан и подданных внесших вклад в науку и образование Японии.

## Здание и атрибутика академии
Действующая штаб-квартира Японской академии наук в парке Уэно была построена к 1974 году по проекту Ёсиро Танигути (1904—1979), известного многочисленными архитектурными работами в Японии и за её рубежом (в частности, «Пагодой Мира» в Сан-Франциско). Общая площадь помещений здания 1282 м²; здание используется для проведения собраний членов академии, публичных лекций и церемоний награждения премиями Японской академии, а также включает библиотеку академии. Вывеской действующего здания академии служит полированная гранитная плита с вертикальной графировкой её названия, выполненной по каллиграфии умершего в этом году её президента Сигэру Намбары.
Логотип академии (см. инфобокс статьи) был придуман членом академии, пионером японской антропологии Цубои Сёгоро (1863—1913) на основе элемента японской мифологии — долгопоющих петухов наганакидори бога мудрости Омоиканэ, выманивших из уединения в пещере верховную богиню Аматэрасу. Та же композиция (два петуха в обрамлении лепестков сакуры), в несколько другом дизайне, изображена на медали премии Японской академии.

## Личный состав академии
Закон об Японской академии наук предусматривает две категории членства в ней.
Действительные члены академии избираются из подданных Японии, совершивших выдающиеся научные достижения. Кандидаты в академики выдвигаются собраниями отделений при наличии соответствующих вакансий квот и избираются общим собранием академии, традиционно проходящим 12 декабря (сдвигаясь на ближайший рабочий день при выпадении этой даты на выходной). По уставу, в академии может быть до 150 действительных членов (members). Академия подразделяется на два отделения (sections) гуманитарно-общественных и естественных наук и семь секций (subsections) со следующими квотами по действительным членам и текущим их заполнением:
| 1. Отделение гуманитарных и общественных наук Текущий председатель отделения — Ёити Хигути. Квота действительных членов согласно уставу — до 70, фактическое количество — 60. (1) Секция литературы, истории и философии — квота 30 членов, фактически 25. (2) Секция права и политологии — квота 24 члена, фактически 23. (3) Секция экономики и бизнеса — квота 16 членов, фактически 12. | 2. Отделение фундаментальных и прикладных наук Текущий председатель отделения — Хэйсукэ Хиронака. Количество членов, согласно уставу — до 80, фактически — 70. (4) Секция фундаментальных наук — квота 31 член, фактически 27. (5) Секция инженерии/технических наук — квота 17 членов, фактически 15. (6) Секция сельскохозяйственных наук — квота 12 членов, фактически 10. (7) Секция медицины, фармации и стоматологии — квота 20 членов, фактически 18. |

Статус действительного члена пожизненный, академикам выплачивается ежегодная рента, определяемая Министерством образования Японии.
Для иностранных подданных и граждан, внесших значительный вклад в развитие науки и образования в Японии, предусмотрен статус «почётных членов академии» (honorary members, яп. 客員, какуин, букв. «гостевые члены»), присвоение которого ограничено квотой в 30 человек. Это количество не включало особого членства принца-консорта Великобритании Филиппа, герцога Эдинбургского (умер в 2021 году), «шефа» одной из регулярных наград Японской академии наук, статус которого определялся как honorary fellow (яп. 名誉会員, мэйё-кайин, букв. «почётный член»).
Руководящий состав академии включает её президента и вице-президента, избираемых общим собранием академии из её действительных членов, а также председателей отделений, избираемых соответствующими частичными собраниями.

### Президенты академии за историю её существования
Ниже приведён список президентов Японской академии наук за годы её существования под разными названиями и статусами, начиная с организации Токийской академии в 1879.
| Имя                                                                        | Кандзи                                                              | Годы жизни                                                          | Род занятий                                                         | Каденция                                                            |
| Токийская академия наук (яп. 東京学士会院), январь 1879 — июнь 1906        | Токийская академия наук (яп. 東京学士会院), январь 1879 — июнь 1906 | Токийская академия наук (яп. 東京学士会院), январь 1879 — июнь 1906 | Токийская академия наук (яп. 東京学士会院), январь 1879 — июнь 1906 | Токийская академия наук (яп. 東京学士会院), январь 1879 — июнь 1906 |
| -------------------------------------------------------------------------- | ------------------------------------------------------------------- | ------------------------------------------------------------------- | ------------------------------------------------------------------- | ------------------------------------------------------------------- |
| Фукудзава Юкити                                                            | 福澤 諭吉                                                           | 1835 — 1901                                                         | писатель, переводчик и философ                                      | январь — июнь 1879                                                  |
| Ниси Аманэ                                                                 | 西 周                                                               | 1829 — 1897                                                         | политик, философ                                                    | июнь 1879 — декабрь 1880                                            |
| Като Хироюки                                                               | 加藤 弘之                                                           | 1836 — 1916                                                         | философ, теоретик государства                                       | декабрь 1880 — июнь 1882                                            |
| Ниси Аманэ                                                                 | 西 周                                                               |                                                                     |                                                                     | июнь 1882 — июнь 1886                                               |
| Като Хироюки                                                               | 加藤 弘之                                                           |                                                                     |                                                                     | июнь 1886 — декабрь 1895                                            |
| Хосокава Дзюндзиро                                                         | 細川 潤次郎                                                         | 1834 — 1923                                                         | деятель образования                                                 | декабрь 1895 — декабрь 1897                                         |
| Като Хироюки                                                               | 加藤 弘之                                                           |                                                                     |                                                                     | декабрь 1897 — июнь 1906                                            |
| Императорская академия наук (яп. 帝国学士院), июнь 1906 — декабрь 1947     |                                                                     |                                                                     |                                                                     |                                                                     |
| Като Хироюки                                                               | 加藤 弘之                                                           |                                                                     |                                                                     | июнь 1906 — июнь 1909                                               |
| Кикути Дайроку                                                             | 菊池 大麓                                                           | 1855 — 1917                                                         | математик, деятель образования                                      | июнь 1909 — август 1917                                             |
| Ходзуми Нобусигэ                                                           | 穂積 陳重                                                           | 1855 — 1926                                                         | политик, юрист                                                      | октябрь 1917 — октябрь 1925                                         |
| Окано Кэйдзиро                                                             | 岡野 敬次郎                                                         | 1865 — 1925                                                         | политик (министр), юрист                                            | октябрь 1925 — декабрь 1925                                         |
| Сакураи Дзёдзи                                                             | 櫻井 錠二                                                           | 1858 — 1939                                                         | химик                                                               | февраль 1926 — январь 1939                                          |
| Японская академия наук (яп. 日本学士院), декабрь 1947 — по настоящее время |                                                                     |                                                                     |                                                                     |                                                                     |
| Нагаока, Хантаро                                                           | 高橋 誠一郎                                                         | 1865 — 1950                                                         | физик                                                               | март 1939 — июнь 1948                                               |
| Ямада, Сабуро                                                              | 山田 三良                                                           | 1903 — 1995                                                         | деятель образования, законодатель                                   | июнь 1948 — ноябрь 1961                                             |
| Сибата, Юдзи                                                               | 柴田 雄次                                                           | 1882 — 1980                                                         | химик                                                               | январь 1962 — ноябрь 1970                                           |
| Намбара, Сигэру                                                            | 南原 繁                                                             | 1889 — 1974                                                         | политолог                                                           | ноябрь 1970 — май 1974                                              |
| Вадати, Киё                                                                | 和達 清夫                                                           | 1902 — 1995                                                         | сейсмолог                                                           | октябрь 1974 — октябрь 1980                                         |
| Арисава, Хироми                                                            | 有沢 広巳                                                           | 1896 — 1988                                                         | статистик и экономист                                               | октябрь 1980 — октябрь 1986                                         |
| Тосио Курокава                                                             | 黒川 利雄                                                           | 1897 — 1988                                                         | врач-онколог                                                        | декабрь 1986 — февраль 1988                                         |
| Вакимура, Ёситаро                                                          | 脇村 義太郎                                                         | 1900 — 1997                                                         | экономист                                                           | апрель 1988 — апрель 1994                                           |
| Фудзита, Ёсио                                                              | 藤田 良雄                                                           | 1908 — 2013                                                         | астроном                                                            | апрель 1994 — апрель 2000                                           |
| Итико, Тэйдзи                                                              | 市古 貞次                                                           | 1911 — 2004                                                         | литературовед                                                       | апрель 2000 — октябрь 2001                                          |
| Нагакура, Сабуро                                                           | 三浦 朱門                                                           | 1920 — 2020                                                         | химик                                                               | октябрь 2001 — октябрь 2007                                         |
| Кубо, Масааки                                                              | 久保 正彰                                                           | род. 1930                                                           | литературовед                                                       | октябрь 2007 — октябрь 2013                                         |
| Сугимура, Такаси                                                           | 杉村 隆                                                             | 1926 — 2020                                                         | биохимик                                                            | октябрь 2013 — октябрь 2016                                         |
| Сионо, Хироси                                                              | 塩野 宏                                                             | род. 1931                                                           | правовед                                                            | октябрь 2016 — октябрь 2019                                         |
| Имура, Хироо                                                               | 井村 裕夫                                                           | род. 1931                                                           | эндокринолог                                                        | октябрь 2019 — октябрь 2022                                         |
| Сасаки, Такэси                                                             | 佐々 木毅                                                           | род. 1942                                                           | политолог                                                           | ноябрь 2022 — по настоящее время                                    |

### Список ныне действующих членов академии
Ниже приведён список действующих (живых) членов академии. Для каждого члена академии указано имя, дата рождения, год избрания, отделение и секция согласно общему списку и индивидуальных профилей академиков в базе данных академии. По умолчанию, содержимое таблицы отсортировано в алфавитном порядке фамилий , с возможностью пересортировки по датам, отделениям и секциям.
| Имя                | Дата рождения   | Год избрания | Отделение академии | Секция академии | Специализация                                                          |
| ------------------ | --------------- | ------------ | ------------------ | --------------- | ---------------------------------------------------------------------- |
| Акира, Сидзуо      | 27.01.1953      | 2014         | ОФПН               | СМФС            | Иммунология                                                            |
| Амано, Хироси      | 11.09.1960      | 2022         | ОФПН               | СТН             | Электроника                                                            |
| Амари, Сюнъити     | 1936 [уточнить] | 2024         | ОФПН               | СТН             | Математическая инженерия                                               |
| Андо, Цунея        | 1945 [уточнить] | 2021         | ОФПН               | СФН             | Физика                                                                 |
| Аояги, Масанори    | 21.11.1944      | 2007         | ОГОН               | СЛИФ            | История искусства, классическая археология                             |
| Вада, Эйтаро       | 21.09.1939      | 2014         | ОФПН               | СФН             | Экология и биогеохимия изотопов                                        |
| Вада, Кодзи        | 07.11.1928      | 2000         | ОФПН               | ССХН            | Почвоведение                                                           |
| Ватанабэ, Хироси   | 1946 [уточнить] | 2017         | ОГОН               | СПП             | Политология                                                            |
| Ёсида, Казухито    | 1954 [уточнить] | 2022         | ОГОН               | СЛИФ            | Лингвистика                                                            |
| Ёсикава, Тадао     | 05.01.1937      | 2006         | ОГОН               | СЛИФ            | Китайская история                                                      |
| Ёсикава, Хироюки   | 05.08.1933      | 2014         | ОФПН               | СТН             | Прецизионные технологии, общая теория дизайна                          |
| Ёсино, Акира       | 30.01.1948      | 2020         | ОФПН               | СТН             | Электрохимия                                                           |
| Иби, Такаси        | 18.09.1946      | 2017         | ОГОН               | СЛИФ            | Японская литература                                                    |
| Иваи, Кацухито     | 13.02.1947      | 2015         | ОГОН               | СЭБ             | Экономика                                                              |
| Ивахара, Синсаку   | 27.12.1952      | 2023         | ОГОН               | СПП             | Коммерческое право                                                     |
| Иидзима, Сумио     | 02.05.1939      | 2010         | ОФПН               | СТН             | Науки о материалах                                                     |
| Имура, Хиро        | 04.02.1931      | 1994         | ОФПН               | СМФС            | Медицина внутренних органов                                            |
| Иноуэ, Акихиса     | 13.09.1947      | 2006         | ОФПН               | СТН             | Науки о материалах и металлообработка                                  |
| Иноуэ, Масахито    | 20.02.1949      | 2019         | ОГОН               | СПП             | Уголовное право                                                        |
| Иритани, Акира     | 29.08.1928      | 2000         | ОФПН               | ССХН            | Репродуктивная физиология животных                                     |
| Исии, Кандзи       | 03.02.1938      | 2009         | ОГОН               | СЭБ             | Экономическая история Японии                                           |
| Исогаи, Акира      | 01.04.1943      | 2022         | ОФПН               | ССХН            | Биоорганическая химия                                                  |
| Ито, Кунитакэ      | 1949 [уточнить] | 2018         | ОГОН               | СЛИФ            | Философия                                                              |
| Ито, Макото        | 14.02.1945      | 2020         | ОГОН               | СПП             | Гражданское право                                                      |
| Каваи, Маки        | 21.01.1952      | 2021         | ОФПН               | СФН             | Биохимия                                                               |
| Кавамото, Кодзи    | 28.10.1939      | 2009         | ОГОН               | СЛИФ            | Сравнительное литературоведение и культурология                        |
| Кавато, Садафуми   | 1952 [уточнить] | 2023         | ОГОН               | СПП             | Политология                                                            |
| Кадзита, Такааки   | 09.03.1959      | 2019         | ОФПН               | СФН             | Астрономия                                                             |
| Какидзоэ, Тадео    | 10.04.1940      | 2019         | ОФПН               | СМФС            | Урология                                                               |
| Канадэ, Такео      | 24.10.1945      | 2020         | ОФПН               | СТН             | Информатика                                                            |
| Касивара, Масаки   | 30.01.1947      | 2007         | ОФПН               | СФН             | Математика                                                             |
| Катори, Хидетоси   | 27.09.1964      | 2023         | ОФПН               | СФН             | Квантовая электроника                                                  |
| Кида, Хироси       | 10.12.1943      | 2007         | ОФПН               | ССХН            | Ветеринарная микробиология                                             |
| Ким Су Мин         | 29.04.1956      | 2020         | ОГОН               | СЛИФ            | Японский язык                                                          |
| Кисимото, Тадамицу | 07.05.1939      | 1995         | ОФПН               | СМФС            | Иммунология                                                            |
| Китагава, Сусуму   | 04.07.1951      | 2019         | ОФПН               | СФН             | Неорганичеcкая химия                                                   |
| Кобаяси, Макото    | 07.04.1944      | 2010         | ОФПН               | СФН             | Физика                                                                 |
| Коно, Мотоаки      | 20.07.1943      | 2022         | ОГОН               | СЛИФ            | История японского искусства                                            |
| Котабе, Танехиса   | 1958 [уточнить] | 2022         | ОГОН               | СЛИФ            | Эстетическое искусство                                                 |
| Кояма, Садао       | 20.05.1936      | 2010         | ОГОН               | СПП             | История западного конституционного права                               |
| Кубо, Масааки      | 10.10.1930      | 1992         | ОГОН               | СЛИФ            | Классическая филология                                                 |
| Кубота, Дзюн       | 13.06.1933      | 2005         | ОГОН               | СЛИФ            | Японская литература                                                    |
| Куроива, Цунэёси   | 13.12.1941      | 2010         | ОФПН               | СФН             | Биологические науки                                                    |
| Кусиро, Икуо       | 30.03.1934      | 1993         | ОФПН               | СФН             | Петрология                                                             |
| Мано, Хироюки      | 01.06.1959      | 2021         | ОФПН               | СМФС            | Геномная медицина                                                      |
| Мано, Эйдзи        | 07.02.1939      | 2014         | ОГОН               | СЛИФ            | История Средней Азии                                                   |
| Маруяма, Тосисукэ  | 1933 [уточнить] | 2018         | ОФПН               | ССХН            | Ирригация                                                              |
| Масанори, Дом      | 1949 [уточнить] | 2020         | ОФПН               | СФН             | Астрономия                                                             |
| Мацуно, Таро       | 17.10.1934      | 2005         | ОФПН               | СФН             | Метеорология, геофизика                                                |
| Мацуура, Дзюн      | 1.09.1949       | 2018         | ОГОН               | СЛИФ            | Германская литература и история мысли                                  |
| Мимаки, Кацуми     | 30.01.1947      | 2006         | ОГОН               | СЛИФ            | Исследования индийского и тибетского буддизма                          |
| Митани, Таитиро    | 29.09.1936      | 2002         | ОГОН               | СПП             | Современная история японской политики и дипломатии                     |
| Миядзоно, Кохэй    | 1956 [уточнить] | 2017         | ОФПН               | СМФС            | Патология, онкология                                                   |
| Миякэ, Итиро       | 30.07.1931      | 1999         | ОГОН               | СПП             | Политология, политическое поведение                                    |
| Миясита, Ясуси     | 08.12.1949      | 2020         | ОФПН               | СМФС            | Физиология                                                             |
| Мори, Сигэфуми     | 23.02.1951      | 1998         | ОФПН               | СФН             | Математика                                                             |
| Мурамацу, Кио      | 03.01.1940      | 2014         | ОГОН               | СПП             | Политология                                                            |
| Нагата, Сигэкадзу  | 15.07.1949      | 2010         | ОФПН               | СФН             | Молекулярная биология и биохимия                                       |
| Наканиси, Дзюнко   | 30.05.1938      | 2021         | ОФПН               | СТН             | Промышленная инженерия                                                 |
| Наканиси, Сигэтада | 07.01.1942      | 2009         | ОФПН               | СМФС            | Молекулярные нейронауки                                                |
| Накаяма, Нобухиро  | 7.05.1945       | 2018         | ОГОН               | СПП             | Патентное право                                                        |
| Намба, Сэйитиро    | 04.04.1932      | 2007         | ОГОН               | СЛИФ            | Психология                                                             |
| Негиси, Сатоси     | 23.03.1943      | 2018         | ОГОН               | СПП             | Экономика                                                              |
| Нисидзава, Наоко   | 11.08.1945      | 2020         | ОФПН               | ССХН            | Растениеводство                                                        |
| Нисимура, Кадзуо   | 11.10.1946      | 2012         | ОГОН               | СЭБ             | Комплексная экономика, теория экономического цикла                     |
| Ноёри, Рёдзи       | 03.09.1938      | 2002         | ОФПН               | СТН             | Органическая химия                                                     |
| Нэгиси, Такаси     | 02.04.1933      | 1998         | ОГОН               | СЭБ             | Экономическая теория, история экономической мысли                      |
| Ода, Сигэру        | 22.10.1924      | 1994         | ОГОН               | СПП             | Международное право                                                    |
| Окада, Цунео       | 1936 [уточнить] | 2023         | ОФПН               | СТН             | Архитектура и сейсмотехника                                            |
| Окуда, Масамити    | 28.09.1932      | 2004         | ОГОН               | СПП             | Гражданское право                                                      |
| Омура, Сатоси      | 12.07.1935      | 2001         | ОФПН               | СФН             | Органическая химия природных соединений                                |
| Осака, Наоюки      | 16.12.1946      | 2014         | ОГОН               | СЛИФ            | Когнитивистика, когнитивная психология                                 |
| Осуми, Ёсинори     | 09.02.1945      | 2018         | ОФПН               | СФН             | Молекулярная биология                                                  |
| Оцука, Кейдзиро    | 04.05.1948      | 2018         | ОГОН               | СЭБ             | Экономика развития                                                     |
| Оцука, Масанори    | 10.03.1929      | 1995         | ОФПН               | СМФС            | Фармакология                                                           |
| Оцука, Эйко        | 13.01.1936      | 2020         | ОФПН               | СМФС            | Медицинская химия                                                      |
| Сайто, Осаму       | 1946 [уточнить] | 2014         | ОГОН               | СЭБ             | Экономическая история, историческая демография                         |
| Сакаки, Хироюки    | 06.10.1944      | 2019         | ОФПН               | СТН             | Полупроводниковая электроника                                          |
| Сасаки, Сатохико   | 1935 [уточнить] | 2006         | ОФПН               | ССХН            | Лесоведение, физиология деревьев                                       |
| Сасаки, Такэси     | 15.07.1942      | 2011         | ОГОН               | СПП             | Политология и политическая теория                                      |
| Сато, Кацухико     | 30.08.1945      | 2013         | ОФПН               | СФН             | Астрономия                                                             |
| Сато, Кодзи        | 09.06.1937      | 2012         | ОГОН               | СПП             | Конституционное право                                                  |
| Сато, Сёити        | 28.07.1945      | 2009         | ОГОН               | СЛИФ            | Средневековая западная история                                         |
| Сиба, Ёсинобу      | 20.10.1930      | 2003         | ОГОН               | СЛИФ            | Китайская история                                                      |
| Сиката, Эйсиро     | 1927 [уточнить] | 2001         | ОФПН               | ССХН            | Физиология растений, вирология                                         |
| Симидзу, Сакаю     | [уточнить]      | 2024         | ОФПН               | ССХН            | Прикладная микробиология                                               |
| Синкай, Ёити       | 03.10.1931      | 2008         | ОГОН               | СЭБ             | Экономика                                                              |
| Сиокава, Тэцуя     | 19.10.1945      | 2009         | ОГОН               | СЛИФ            | Французская литература                                                 |
| Сионо, Хироси      | 13.06.1931      | 1999         | ОГОН               | СПП             | Административное право                                                 |
| Сиракава, Хидэки   | 20.08.1936      | 2001         | ОФПН               | СТН             | Науки о материалах, полимеры                                           |
| Сирато, Хироки     | 1957 [уточнить] | 2023         | ОФПН               | СМФС            | Медицинская физика                                                     |
| Сугэно, Кадзуо     | 31.03.1943      | 2008         | ОГОН               | СПП             | Занятость и трудовое право                                             |
| Суда, Тацуо        | 1935 [уточнить] | 2007         | ОФПН               | СМФС            | Общая стоматология                                                     |
| Судзуки, Акира     | 12.09.1930      | 2011         | ОФПН               | СФН             | Органическая химия                                                     |
| Судзуки, Ацуто     | 03.10.1946      | 2022         | ОФПН               | СФН             | Физика                                                                 |
| Судзуки, Кейсуке   | 24.06.1954      | 2018         | ОФПН               | СФН             | Органическая химия                                                     |
| Судзуки, Сигэцугу  | 12.05.1937      | 2013         | ОГОН               | СПП             | Уголовно-процессуальное право                                          |
| Сэгава, Нобухиса   | 22.12.1947      | 2017         | ОГОН               | СПП             | Гражданское право                                                      |
| Сэкия, Такао       | 18.11.1939      | 2005         | ОФПН               | СМФС            | Фармацевтические науки, химия нуклеиновых кислот                       |
| Тайра, Асахико     | [уточнить]      | 2024         | ОФПН               | СФН             | Геология                                                               |
| Такада, Ясунари    | 14.01.1950      | 2020         | ОГОН               | СЛИФ            | Английская литература                                                  |
| Такэити, Масатоси  | 27.11.1943      | 2000         | ОФПН               | СФН             | Биология развития, клеточная биология                                  |
| Такэути, Кэй       | 12.10.1933      | 2012         | ОГОН               | СЭБ             | Статистика, эконометрика                                               |
| Тамаидзуми, Ясуо   | 25.02.1936      | 2007         | ОГОН               | СЛИФ            | Английская литература                                                  |
| Танака, Коити      | 03.08.1959      | 2006         | ОФПН               | СТН             | Масс-спектрометрия                                                     |
| Танака, Сигеаки    | 24.02.1942      | 2024         | ОГОН               | СПП             | Философия права                                                        |
| Тасиро, Кадзуи     | 25.01.1946      | 2014         | ОГОН               | СЛИФ            | Японская история                                                       |
| Тацуми, Кадзуюки   | 26.01.1949      | 2014         | ОФПН               | СФН             | Неорганическая химия                                                   |
| Токура, Ёсинори    | 01.03.1954      | 2022         | ОФПН               | СТН             | Физика твёрдого тела, электроника                                      |
| Тоно, Харуюки      | 20.12.1946      | 2010         | ОГОН               | СЛИФ            | Японская история                                                       |
| Уэда, Рюдзо        | [уточнить]      | 2024         | ОФПН               | СМФС            | Внутренняя медицина, клиническая онкология, гематологическая онкология |
| Фудзимото, Юкио    | 1941 [уточнить] | 2022         | ОГОН               | СЛИФ            | Корейская лингвистика                                                  |
| Фудзиёси, Ёсинори  | 1948 [уточнить] | 2019         | ОФПН               | СМФС            | Физиология                                                             |
| Фудзита, Масахиса  | 21.07.1943      | 2010         | ОГОН               | СЭБ             | Городская и региональная экономика                                     |
| Фудзита, Токиясу   | 06.04.1940      | 2013         | ОГОН               | СПП             | Административное право                                                 |
| Фукао, Ёсио        | 13.11.1943      | 2011         | ОФПН               | СФН             | Геофизика                                                              |
| Фукая, Кэндзи      | 12.03.1959      | 2009         | ОФПН               | СФН             | Математика                                                             |
| Фукасава, Кацуми   | 31.08.1949      | 2018         | ОГОН               | СЛИФ            | Западная история Нового времени                                        |
| Хатта, Тацуо       | 23.03.1943      | 2023         | ОГОН               | СЭБ             | Экономика                                                              |
| Хигути, Ёити       | 10.09.1934      | 2000         | ОГОН               | СПП             | Конституционное право                                                  |
| Хигути, Ёсио       | [уточнить]      | 2024         | ОГОН               | СЭБ             | Экономика труда                                                        |
| Хирокава, Нобутака | 25.03.1946      | 2004         | ОФПН               | СМФС            | Молекулярная биология клетки                                           |
| Хиронака, Хэйсукэ  | 09.04.1931      | 1976         | ОФПН               | СФН             | Математика                                                             |
| Хондзё, Тасуку     | 27.01.1942      | 2005         | ОФПН               | СМФС            | Медицинская химия, молекулярная иммунология                            |
| Эгасира, Кэндзиро  | 03.11.1946      | 2014         | ОГОН               | СПП             | Коммерческое право                                                     |
| Эсаки, Лео         | 12.03.1925      | 1975         | ОФПН               | СФН             | Физика                                                                 |
| Яманака, Синъя     | 04.09.1962      | 2013         | ОФПН               | СМФС            | Биология стволовых клеток                                              |
| Янакида, Тосио     | 10.10.1946      | 2020         | ОФПН               | СФН             | Биофизика                                                              |
| Яно, Макото        | 27.05.1952      | 2021         | ОГОН               | СЭБ             | Международная экономика                                                |
| Ясумото, Такэси    | 22.02.1935      | 2017         | ОФПН               | ССХН            | Морская биохимия                                                       |

Количество ныне живущих членов академии на 25 июля 2025 года — 130 из 150 возможных. Старейшим из них является правовед Сигэру Ода, родившийся в 1924 году, самым молодым — физик Хидетоси Катори (1964 года рождения). Дольше всех в стаже академика из ныне живущих находится физик Лео Эсаки (1925 года рождения), избранный в конце 1975 года.
Тринадцать из ныне живущих членов академии являются лауреатами Нобелевской премии в различных категориях: Лео Эсаки (по физике, 1973), Хидэки Сиракава (по химии, 2000), Рёдзи Ноёри (по химии, 2001), Коити Танака (по химии, 2002), Макото Кобаяси (по физике, 2008), Акира Судзуки (по химии, 2010), Синъя Яманака (по физиологии или медицине, 2012), Хироси Амано (по физике, 2014), Такааки Кадзита (по физике, 2015), Сатоси Омура (по физиологии или медицине, 2015), Ёсинори Осуми (по физиологии или медицине, 2016), Тасуку Хондзё (по физиологии или медицине, 2018) и Акира Ёсино (по химии, 2019).
Вплоть до середины 1990-х годов, все действительные члены академии были мужского пола, что было отражено даже в художественной литературе — романе американского химика и писателя Карла Джерасси «Гамбит Бурбаки». В 1995 году в число действительных членов академии была избрана первая женщина — профессор социальной антропологии Тиэ Наканэ.

### Список почётных членов академии
| Имя                              | Страна                            | Дата рождения | Год избрания | Отд. | Род занятий / специальность                      |
| -------------------------------- | --------------------------------- | ------------- | ------------ | ---- | ------------------------------------------------ |
| Бай Чуньли                       | Китай                             | 26.09.1953    | 2019         | ОФПН | Физикохимия, нанотехнологии                      |
| Грусс, Петер                     | Германия                          | 28.06.1949    | 2022         | ОФПН | Биология развития                                |
| Дзау, Виктор                     | Китай · Соединённые Штаты Америки | 23.10.1945    |              | ОФПН | Сердечно-сосудистая медицина и генетика          |
| Зенк, Мишель                     | Франция                           | 05.05.1945    | 2024         | ОГОН | Средневековая французская литература             |
| Компаньон, Антуан                | Франция                           | 20.07.1950    | 2023         | ОГОН | Французская литература                           |
| Кори, Элайас Джеймс              | Соединённые Штаты Америки         | 12.07.1928    |              | ОФПН | Органический синтез                              |
| Кори, Сьюзан                     | Австралия                         | 11.03.1942    |              | ОФПН | Молекулярная биология                            |
| Крёшелль, Карл                   | Германия                          | 14.11.1927    |              | ОГОН | История и сравнительный анализ германского права |
| Ли Хёнджэ                        | Республика Корея                  | 20.12.1929    |              | ОГОН | Экономика; премьер-министр Кореи в 1988 году     |
| Ли Юаньчжэ                       | Китайская Республика (Тайвань)    | 19.11.1936    |              | ОФПН | Химия                                            |
| Ливи Баччи, Массимо              | Италия                            | 09.11.1936    |              | ОГОН | Демография; сенатор Италии                       |
| Линдквист, Сванте                | Швеция                            | 26.04.1948    |              | ОФПН | История науки, философия науки                   |
| Маккензи, Дэн                    | Великобритания                    | 21.02.1942    |              | ОФПН | Геофизика, планетология                          |
| Манабэ, Сюкуро                   | Соединённые Штаты Америки         | 21.09.1931    |              | ОФПН | Метеорология, климатология                       |
| Рао, Чинтамани Нагеса Рамачандра | Индия                             | 30.06.1934    |              | ОФПН | Химия твёрдого тела                              |
| Рис, Мартин Джон                 | Великобритания                    | 23.06.1942    |              | ОФПН | Астрономия, астрофизика                          |
| Сен, Амартия                     | Индия                             | 03.11.1933    | 2015         | ОГОН | Экономика                                        |
| Сиранэ, Харуо                    | Соединённые Штаты Америки         | 16.09.1951    | 2022         | ОГОН | Японская литература                              |
| Томас, Кит                       | Великобритания                    | 02.01.1933    |              | ОГОН | Новая история Великобритании                     |
| Уикхем, Кристофер                | Великобритания                    | 18.05.1950    | 2025         | ОГОН | Средневековая история Италии                     |
| Хельдин, Карл-Хендрик            | Швеция                            | 09.08.1952    |              | ОФПН | Молекулярная биология                            |
| Ян Чжэньнин                      | Китай · Соединённые Штаты Америки | 01.10.1922    |              | ОФПН | Теоретическая физика                             |

## Награды Японской академии наук
- С 1911 года Императорская премия Японской академии наук
- С 1911 года Премия Японской академии наук
- С 1987 года Премия герцога Эдинбургского[яп.]
- С 2004 года Медаль Японской академии наук[яп.][15]